# Selijot
Selijot (en hebreo - סליחות - "perdones"), son en un sentido amplio, los oficios de oración y las piezas litúrgicas que imploran la clemencia divina por las faltas cometidas por los Hijos de Israel. La lectura de las Selijot se asociada a los días temibles (Yamim Noraim). Las congregaciones askenazíes lo inician poco antes de los diez días de penitencia; las comunidades orientales y numerosas comunidades sefardíes lo hacen durante 40 días, a partir del mes de Elul, pero las recitan igualmente durante algunos ayunos.

## ¿Qué son las Selijot?
Selihot: son poemas judíos penitenciales, y oraciones, del período previo a los Yamim Noraim los (Días temibles), y los días de ayuno. Los trece atributos de misericordia de la Misericordia de Dios son un tema central en toda esta oración.

## Selijot para los "Días Temibles"
En la tradición sefardí, el recital de las selijot en preparación para los Yamim Noraim, se inicia el segundo día del mes hebreo de Elul. En la tradición asquenazí, comienzan la noche del Sabbat antes de Rosh Hashaná. Si el primer día de Rosh Hashaná cae en lunes o martes , entonces las selihot se comienzan una semana antes, la noche posterior al Shabat. Es necesario que las selijot se reciten al menos cuatro veces. Esto puede ser debido a que inicialmente los piadosos ayunaban durante diez días durante la temporada de arrepentimiento, y se agregaron cuatro días antes de Rosh Hashaná para compensar los cuatro de los diez días de arrepentimiento en el que está prohibido ayunar - los dos días de Rosh Hashaná, y el día anterior a Yom Kipur, y mientras que algunos de estos ayunos diante han sido abandonados , las selihot que los acompañaban se han conservado. Por otra parte, la liturgia de Rosh Hashaná incluye la frase bíblica, "guardaréis la ofrenda", como una ofrenda que debe ser realizada en busca de defectos, durante cuatro días, por lo que también se necesitan cuatro días de auto-búsqueda.
Las selijot se refieren tanto a los "piyutim" poéticos, que componen el servicio, así como el propio servicio. Los servicios de selichot sefardíes son idénticos cada día. En la tradición askenazita, aunque el texto y la longitud de las oraciones específicas varía de día a día, el formato general sigue siendo el mismo. Las selijot generalmente se recitan entre la medianoche y el amanecer. Algunos las recitan la noche después de la medianoche, o la mañana antes del servicio Shajarit, debido a la conveniencia de la asistencia a la sinagoga en estos momentos.
Se podría decir que la noche más importante y sin duda la más popular de las Selijot, a la tradición askenazita, es la primera noche, cuando muchas mujeres y niñas, así como los hombres y los niños asisten a la ceremonia nocturna la noche del Sabbath. El Jazán lleva un kitel y canta melodías elaboradas. En algunas congregaciones, no es extraño que un coro cante durante el servicio de esta primera noche. Esta noche también tiene más Selijot que cualquier otra noche antes de la víspera de Rosh Hashaná. Las otras noches son más escasamente atendidas, y los servicios son a menudo dirigidos por un laico, y no un músico entrenado, con melodías que son menos elaboradas.

## Categorías de Selijot
- Ajeidah (עקידה) "Unión". Se refiere al intento de sacrificio de Isaac por parte de Abraham. Se da gracias a יהוה por responder a las oraciones.

- Jatanu (חטאנו) "Hemos pecado". Son recitadas la noche antes de Rosh Hashaná, y continuando hasta el Yom Kipur.

- Pizmonim (פזמון) " Corazón". Estas selijot varían según el día, y contienen una vuelta que se repite después de cada estrofa.

- Selijá (סליחה) "Perdón". Es el cántico predeterminado, y comprende la mayor parte del servicio.

- Tejiná (תחינה) "Petición". Es recitada la noche antes de Rosh Hashaná, al final del servicio.

## Selijot los días de ayuno
Los días de ayuno menor, algunas comunidades recitan las selihot tras la conclusión de la Amidá. Las comunidades askenazíes occidentales insertaron en la oración de los días de ayuno menor, una gran importancia al medio de la bendición del perdón, y en la repetición de la Amidá, no se recitan durante el día de ayuno de Tisha b'Av.